# Lesley McKenzie
Pour les articles homonymes, voir McKenzie.
Lesley Clare McKenzie est une joueuse canadienne de rugby à XV, née le 23 décembre 1980, de 1,70 m pour 75 kg, occupant le poste de talonneur (no 2) aux UBCOB Ravens.
Elle est étudiante.

## Palmarès
(au 30.08.2006)
- 6 sélections en Équipe du Canada de rugby à XV féminin
- participation à la Coupe du monde féminine de rugby à XV 2006: 4e place.